# Eaglescliffe
Eaglescliffe (niet te verwarren met het nabijgelegen Egglescliffe) is een plaats en civil parish in het bestuurlijke gebied Stockton-on-Tees, in het Engelse graafschap Durham met 7900 inwoners.